# Sinta (Cipro)
Sinta (in greco Σίντα?, Sinta; in turco: Inönü o Sinde), è un villaggio di Cipro. Il villaggio, situato nella pianura della Messaria, ha lo status de facto di comune affiliato al distretto di Gazimağusa della Repubblica Turca di Cipro del Nord, mentre de iure appartiene al distretto di Famagosta della Repubblica di Cipro. Anche prima del 1974 la popolazione del villaggio era turco-cipriota. Nel 2011, la popolazione del villaggio era di 911 abitanti, con 455 donne e 456 uomini.

## Geografia fisica
Il villaggio si trova al centro della pianura della Messaria, a metà strada tra Vatili e Prastio.

## Origini del nome
Il significato del nome greco è oscuro. Il nome turco tradizionale del villaggio è Sinde. In uno studio del gennaio 1958 prodotto da Hasan Eren, presidente dell'istituto di lingua turca nell'ambito degli sforzi della leadership turco-cipriota per tradurre i nomi dei villaggi in turco, come nome del villaggio venne suggerito Sındırgı. Tuttavia, gli abitanti del villaggio di Sinde non trovarono questo nome appropriato e scrissero una lettera affermando che preferivano il nome İnönü, con riferimento a İsmet İnönü. Inoltre, esso è stato il luogo di un'importante battaglia del 1921 nella guerra greco-turca, ed è anche un toponimo in Anatolia. Dal momento che allora era al potere in Turchia Adnan Menderes, questa situazione mise la leadership turco-cipriota in una situazione difficile. Nella dichiarazione rilasciata dalla Federazione delle istituzioni turche di Cipro il 9 gennaio 1959, si affermò che il nome del villaggio era stato cambiato in Sındırgı e questo nome venne utilizzato dalla stampa.

## Storia
Durante la tarda età del bronzo, Sinde era una città fortificata. Durante gli scavi effettuati a İnönü tra il 1947 e il 1948 da un'équipe guidata dall'archeologa svedese Anne Furumark, furono individuati tre insediamenti appartenenti a tre diversi periodi. Nella valutazione pubblicata da Paul Åström nel 2003, le datazioni di questi tre insediamenti sono state riviste. Di conseguenza, secondo Åström il primo insediamento nell'area produsse ceramiche micenee di tipo IIIB e fu abbandonato intorno al 1190-1180 a.C.. Mentre Furumark ha suggerito nella sua indagine iniziale che ciò sarebbe potuto essere dovuto all'insediamento ellenico dell'isola, la data trovata nella rivalutazione di Åström rende più probabile che fosse dovuto a un attacco dei Popoli del Mare. Åström afferma che i conflitti tra i pirati/avventurieri micenei o gli stessi ciprioti potrebbero aver causato l'abbandono degli insediamenti. Il secondo insediamento fu abbandonato nel 1150-1140 a.C. e il terzo e ultimo insediamento nel 1110-1100 a.C..
Charles M. Adelman, esaminando le scoperte di Furumark, pensa che Sinde durante questo periodo fosse stata protetta da due mura concentriche. Secondo Adelman, Sinde controllava l'unico guado sul fiume Pedieos (Kanlidere in turco) sulla rotta commerciale del rame da Idalion-Athienu a Egkomi durante questo periodo. Adelman ha ipotizzato che coloro che utilizzavano il guado dovessero pagare un pedaggio.
Il nome dell'attuale paese è citato in documenti del Papato risalenti al XIII secolo.
Durante il periodo ottomano Sinde divenne un villaggio esclusivamente turco.
Nel 1958, un gruppo di greco-ciprioti dell'EOKA del villaggio di Lysi tese un'imboscata a un autobus che trasportava turco-ciprioti di Sinde, partito in mattinata per Famagosta. A seguito dell'incendio prodotto in questa imboscata, cinque civili turco-ciprioti, tra cui un ragazzo di 14 anni, persero la vita.
Mentre durante i conflitti intercomunali a Cipro tra il 1963 e il 1974 alcuni turchi ciprioti emigrarono nel villaggio,, e nel 1975,  dopo l'invasione turca di Cipro il villaggio ospitò turco-ciprioti immigrati da altri villaggi della regione. Alcuni di questi immigrati sono rimasti nel villaggio fino ad oggi. In questo periodo il Movimento di Resistenza Turco scelse di farlo amministrare dal villaggio di Meriç (Mora). Anche diversi emigrati turchi in Inghilterra hanno scelto di stabilirsi a Sinta costruendo abitazioni nel villaggio.

## Monumenti e luoghi d'interesse

### Architetture religiose
La prima moschea del villaggio iniziò a essere costruita nel 1886 come edificio con un ambiente solo, in modo da non precludere futuri ampliamenti, e la costruzione fu completata nel 1894. Nel 1902 fu proposto di riparare il tetto e di costruire un nartece davanti ad essa, operazioni eseguite tra l'8 dicembre 1910 e il 19 maggio 1911. Dopo che questa moschea fu completamente demolita, nel 1923 fu costruito nella piazza del villaggio un nuovo edificio in pietra gialla da adibire sia a scuola che a moschea. La chiave di volta sulla porta d'ingresso di questo edificio a pianta quadrata è decorata con motivi di vasi di fiori, fiori e rosette. L'edificio è stato successivamente utilizzato dal club sportivo del villaggio İnönü Akınspor. Nel 1974 Mesut Ahmet Pasha Mesutoğlu, abitante del villaggio, costruì una nuova moschea "moderna".

## Società

### Evoluzione demografica
Secondo il censimento ottomano del 1831 a İnönü, che fin dall'epoca ottomana fu un villaggio abitato solo da turchi,  c'erano 69 contribuenti, tutti musulmani (cioè turco-ciprioti). Secondo i dati di alcuni dei censimenti condotti durante il periodo britannico nel villaggio viveva anche un piccolo numero di greco-ciprioti (12 persone nel censimento del 1931).  Nel corso del XX secolo, la popolazione di Sinta è aumentata notevolmente, passando da 362 abitanti nel 1901 a 803 nel 1960. Della popolazione originaria nessuno è stato sfollato; tuttavia, nel 1964 il villaggio è stato un centro di accoglienza per gli sfollati turco-ciprioti. Dal 1964 al 1974 ha fatto amministrativamente parte dell'enclave turco-cipriota di Mora/Meriç. Il geografo Richard Patrick ha stimato che nel 1971 la popolazione del villaggio era di 880 abitanti, in aumento rispetto agli 803 del 1960. Secondo la stessa fonte nel 1971 nel villaggio vivevano ancora dodici sfollati turco-ciprioti.
Attualmente Sinta è abitato principalmente dai suoi abitanti originari. Anche alcuni sfollati turco-ciprioti provenienti dai villaggi circostanti negli anni '60 sono rimasti nel villaggio; inoltre alcune famiglie turche provenienti dalla Turchia hanno scelto di trasferirsi lì dopo il 1975. All'inizio degli anni 2000 alcuni turco-ciprioti rientrati dall'Inghilterra hanno costruito le loro abitazioni a Sinta stabilendosi li'. Secondo il censimento turco-cipriota del 2006, la popolazione era di 933 abitanti.

## Cultura

### Eventi
Nel villaggio si tiene ogni estate la Fiera di Sinde, la prima edizione della quale si tenne nel 1958. Nel 1961 la manifestazione durò tre giorni, durante i quali si tennero una mostra agricola e un concorso di animali.  L'organizzazione della fiera, interrotta negli anni successivi, è stata ripresa nel 2014. Durante la fiera fiera vengono venduti cibi tradizionali, bevande e souvenir e vengono organizzati concerti e spettacoli di danze popolari.

## Geografia antropica

### Frazioni
İnönü ha lo status di comune della Repubblica Turca di Cipro del Nord, nel distretto di Gazimağusa. Del comune fanno parte i villaggi di Dörtyol, Korkuteli e Pirhan: la popolazione del villaggio di Dörtyol (1.349 abitanti nel 2011) è più numerosa di quella di İnönü.